# Sean Lee
Sean Patrick Lee (Pittsburgh, 22 de julho de 1986) é um ex-linebacker de futebol americano. Ele atuou durante toda a sua carreira profissional de 11 anos pela franquia do Dallas Cowboys. Na universidade, jogou pela Universidade Estadual da Pensilvânia (Penn State) e foi selecionado pelos Cowboys na segunda rodada do Draft de 2010 da NFL. Em sua carreira, foi chamado a dois pro bowls (2016 e 2017) e ao All-Pro Team de 2016.

## Vida Pessoal

### Nascimento & Ensino Médio
Sean nasceu em Upper St. Clair, no Condado de Allegheny na Pensilvânia. Filho de Craig Lee e Geralyn Lee. Ele tem dois irmãos: Conor, que também jogava futebol americano, como kicker pela Universidade de Pittsburgh e sua irmã, Alexandra estudante e atleta na Upper St. Clair High School, onde Lee também estudou. Sean também é neto do juiz federal, Donald J. Lee, do Tribunal Distrital dos Estados Unidos para o Distrito Ocidental da Pensilvânia.

### Transição a Universidade
Ainda no ensino médio em 2005, na Upper St.Clair High School, onde viveu, Lee foi avaliado pela 247sports.com como um atleta três estrelas, recebendo ofertas de diversas universidades, como: Universidade Duke, Instituto de Tecnologia da Geórgia (Georgia Tech), Universidade de Iowa, Universidade do Noroeste, mas acabou optando em ir para a Universidade Estadual da Pensilvânia (Penn State).

## Carreira Universitária
Após se formar na Upper St. Clair High School, Lee passou a jogar futebol americano universitário na Penn State. Em 2006, foi titular como linebacker do Nittany Lions, equipe da universidade, sob o comando do técnico Joe Paterno, por duas temporadas consecutivas.
Em seu segundo ano, como junior, terminou em segundo na equipe em quantidade de tackles com 138. Além de ter um recorde na temporada com 17 tackles contra Illinois, e registrou mais de 10 tackles em todos os jogos, exceto três.
Em abril de 2008, Lee rompeu o ligamento cruzado anterior do joelho direito durante uma treinamento sem contato no treino de primavera. Apesar de ser forçado a perder a temporada, por conta de pedidos médicos e ser classificado como "redshirt", portanto, não iria atuar naquele ano, os companheiros de equipe de Lee o elegeram capitão da equipe naquela temporada. 
Durante a reabilitação, ele optou por servir como treinador assistente de graduação, participando de todos os treinos e usando um fone de ouvido nas laterais durante os jogos daquela temporada. Os companheiros de Lee o elegeram novamente como capitão da em 2009.

### Estatísticas Universitárias
| Estatísticas Universitárias na Big Ten Conference | Estatísticas Universitárias na Big Ten Conference | Estatísticas Universitárias na Big Ten Conference | Estatísticas Universitárias na Big Ten Conference | Estatísticas Universitárias na Big Ten Conference | Estatísticas Universitárias na Big Ten Conference | Estatísticas Universitárias na Big Ten Conference | Estatísticas Universitárias na Big Ten Conference | Estatísticas Universitárias na Big Ten Conference | Estatísticas Universitárias na Big Ten Conference | Estatísticas Universitárias na Big Ten Conference | Estatísticas Universitárias na Big Ten Conference |
| Penn State NittanyLions                           | Penn State NittanyLions                           | Penn State NittanyLions                           | Penn State NittanyLions                           | Penn State NittanyLions                           | Penn State NittanyLions                           | Penn State NittanyLions                           | Penn State NittanyLions                           | Penn State NittanyLions                           | Penn State NittanyLions                           | Penn State NittanyLions                           | Penn State NittanyLions                           |
| Ano                                               | Conferência                                       | Posição                                           | Tackles                                           | Tackles                                           | Tackles                                           | Tackles                                           | Tackles                                           | Interceptações Defensivas                         | Interceptações Defensivas                         | Interceptações Defensivas                         | Interceptações Defensivas                         |
| Ano                                               | Conferência                                       | Posição                                           | Solo                                              | Ast                                               | Total                                             | Loss                                              | Sks                                               | Int                                               | Yds                                               | Avg                                               | TD                                                |
| ------------------------------------------------- | ------------------------------------------------- | ------------------------------------------------- | ------------------------------------------------- | ------------------------------------------------- | ------------------------------------------------- | ------------------------------------------------- | ------------------------------------------------- | ------------------------------------------------- | ------------------------------------------------- | ------------------------------------------------- | ------------------------------------------------- |
| 2006                                              | Big Ten                                           | LB                                                | 194                                               | 46                                                | 89                                                | 8.0                                               | 5.5                                               | 1                                                 | 0                                                 | 0                                                 | 0                                                 |
| 2007                                              | Big Ten                                           | LB                                                | 54                                                | 84                                                | 138                                               | 10.5                                              | 3.5                                               | 1                                                 | 0                                                 | 0                                                 | 0                                                 |
| 2009                                              | Big Ten                                           | LB                                                | 47                                                | 39                                                | 86                                                | 11.0                                              | 2.0                                               | 1                                                 | 13                                                | 13.0                                              | 0                                                 |
| Carreira                                          |                                                   | 49                                                | 147                                               | 166                                               | 313                                               | 29.5                                              | 11.09                                             | 3                                                 | 13                                                | 4.3                                               | 0                                                 |

## Carreira Profissional

### Draft
| Dados Pré - Draft                | Dados Pré - Draft | Dados Pré - Draft | Dados Pré - Draft | Dados Pré - Draft | Dados Pré - Draft | Dados Pré - Draft | Dados Pré - Draft | Dados Pré - Draft   | Dados Pré - Draft |
| Tamanho                          | Peso              | 40-yard dash      | 10-yard split     | 20-yard split     | 20-yard shuttle   | Three-cone drill  | Vertical jump     | Broad jump          | Bench press       |
| -------------------------------- | ----------------- | ----------------- | ----------------- | ----------------- | ----------------- | ----------------- | ----------------- | ------------------- | ----------------- |
| 6 21⁄8                           | 236 lb (107 kg)   | 4.72 s            | 1.61 s            | 2.63 s            | 4.16 s            | 6.89 s            | 37.5 in (0.95 m)  | 10 ft 0 in (3.05 m) | 24 reps           |
| Todos os Valores da NFL Combine. |                   |                   |                   |                   |                   |                   |                   |                     |                   |

O Dallas Cowboys selecionou Lee na segunda rodada (55º no geral) do Draft de 2010 da NFL. Naquele ano, os Cowboys trocaram sua segunda rodada (59º no geral) e suas escolhas na quarta rodada (125º no geral) no Draft da NFL de 2010 para o Philadelphia Eagles, com o objetivo de passar de 55º no geral no segundo turno para selecionar Lee. 
Especulou-se que sua queda considerável no primeiro turno foi devido ao seu histórico de lesões, um rompimento do ligamento cruzado anterior do joelho direito e um rompimento parcial do ligamento cruzado anterior do joelho esquerdo durante suas últimas duas temporadas na Penn State. Lee foi o quarto linebacker selecionado no draft.

### Temporada 2010
Em 23 de junho de 2010, os Cowboys assinaram com Lee um contrato de quatro anos de US$3,49 milhões, que incluía US$1,71 milhão garantidos e um bônus de assinatura de US$1,20 milhão. Ele estava incomodado por lesões persistentes no campo de treinamento; consequentemente, ele falhou em ver muita ação em campo.
Lee recebeu as honras de Jogador Defensivo da Semana da NFL e Calouro da Semana da Pepsi NFL por seu desempenho na Semana 14 contra Peyton Manning e o Indianapolis Colts, registrando suas duas primeiras interceptações de sua carreira na, incluindo uma em que ele retornou para um touchdown e um na prorrogação para deixar a equipe em alcance de field goal para vencer a partida.

### Temporada 2011
Promovido a linebacker titular em 2011, Lee prosperou imediatamente no esquema do novo coordenador defensivo Rob Ryan. Na partida de abertura da temporada contra o New York Jets, Lee interceptou Mark Sanchez para registrar sua terceira interceptação em sua carreira. Sua interceptação chave de Rex Grossman e recuperação de fumble no minuto final do Monday Night Football contra o Washington Redskins foram cruciais na vitória de virada por 18-16.
Na semana 3, Lee tinha 36 tackles, 2 interceptações, 2 recuperações de fumble, um tackle para perda de jardas e três defesas de passes, proporcionando-lhe as honras de Jogador Defensivo do Mês da NFC. Ele foi o primeiro jogador do Cowboys na história da franquia a vencer o prêmio.
No 7º jogo da temporada de 2011 contra o Philadelphia Eagles fora de casa no Lincoln Field, Lee sofreu uma luxação no pulso esquerdo no primeiro quarto quando bateu com a mão no capacete de Michael Vick, mas optou por não fazer uma cirurgia de final de temporada. Após 7 jogos, Lee liderou a equipe em tackles totais com 51, 15 a mais do que o próximo defensor, Gerald Sensabaugh, com 36 tackles no total. Ele também ficou em primeiro lugar na equipe com 3 interceptações, sendo o único jogador da equipe nos primeiros sete jogos com mais de uma interceptação. No oitavo jogo da temporada, Lee ficou inativo devido a uma lesão no pulso que sofreu na semana anterior.

### Temporada 2012
Na temporada de 2012, Lee acabou tendo mais uma excelente temporada, tornando-se um dos líderes defensivos, liderando a equipe com 131 tackles e empatando na liderança do time em interceptações (quatro) e tackles para perda de jardas (oito). Além disso, também se tornou o segundo linebacker a interceptar tanto Tom Brady quanto Peyton Manning.
Ele teve um excelente jogo contra o New York Giants com 10 tackles, 2 assistências em tackles e um fumble forçado em David Wilson. Ele também registrou 14 tackles contra o Seattle Seahawks na partida da temporada, empatando com Lee Roy Jordan pelo recorde de equipe intacto em 41 anos de maior número de tackles em uma partida. Contra o Carolina Panthers, Lee machucou o dedão do pé direito e foi colocado na reserva devido a lesão.

### Temporada 2013
Em 24 de agosto de 2013, o Dallas Cowboys assinou com Lee uma extensão de contrato de US$ 42 milhões por seis anos, que incluía US$ 16,13 milhões garantidos e um bônus de assinatura de US$ 10 milhões.
Durante a semana 4 contra o San Diego Chargers, Lee teve 18 tackles e retornou uma interceptação de 52 jardas para seu segundo touchdown da carreira. Durante o mês de outubro, Lee liderou os Cowboys com 52 tackles (3 para perda de jardas) e 3 interceptações. Uma de suas interceptações contra o Detroit Lions na Semana 8 incluiu um retorno de 74 jardas, recorde de sua carreira. Suas fortes performances lhe renderam o jogador defensivo do mês da NFC.

### Temporada 2014
Em 27 de maio, Lee rasgou seu ligamento cruzado anterior pela terceira vez em sua carreira após ser bloqueado no chão pelo jogador de linha ofensiva calouro, Zack Martin durante uma atividade de equipe organizada. Houve alguma controvérsia sobre a lesão já que essas atividades deveriam ser sem contato. Em 2 de julho, ele foi colocado na lista de reserva por lesão e foi substituído por Roland McClain.

### Temporada 2015
Após a ascensão de Roland McClain como middle linebacker no ano anterior, Lee foi transferido o weakside linebacker no lado mais fraco para protegê-lo de contatos diretos na linha ofensiva e tirar proveito de suas habilidades de jogo. Na segunda partida contra o Philadelphia Eagles, ele teve 16 tackles (2 para perda de jardas), dois passes defendidos, uma interceptação na end zone e selou a vitória por 20 a 10 com uma recuperação de onside kick, embora também tenha sofrido uma concussão. Seu desempenho rendeu-lhe o jogador defensivo da semana na NFC. Em 7 de dezembro contra o Washington Redskins, ele acumulou 13 tackles, dois tackles para perda de jardas e um sack.
Lee terminou com 128 tackles - liderando a equipe, 2,5 sacks, 11 tackles para perda de jardas - novamente líer da equipe, 6 pressões no quarterback, uma interceptação e 5 passes defendidos. Ele apareceu em 14 partidas, perdendo apenas duas, por conta de uma lesão no tendão e outra por causa de uma concussão. Lee foi nomeado ao Pro Bowl como substituto após a lesão do linebacker do Kansas City Chiefs, Justin Houston.

### Temporada 2016
Nesta temporada, Lee foi classificado como o 79º melhor jogador da NFL em 2017. Ajudando a liderar tanto a defesa quanto a equipe dos Cowboys, acumulando um recorde de 13-3, na temporada de estreia de Dak Prescott e Ezekiel Elliot, após a lesão do quarterback titular, Tony Romo. Ele ficou atrás apenas de Bobby Wagner em tackles e foi nomeado ao primeiro time All-Pro como linebacker pela primeira vez em sua carreira. Além disso, foi indicado ao seu segundo Pro Bowl consecutivo como substituto após a lesão do linebacker do Carolina Panthers, Luke Kuechly.

### Temporada 2020
Em 24 de março de 2020, Lee assinou novamente com o Dallas Cowboys um contrato de um ano. Ele foi colocado na reserva de lesão em 7 de setembro de 2020. Alguns dias depois, em 16 de setembro, foi revelado que Lee havia se submetido a uma cirurgia de hérnia esportiva, precisado de pelo menos seis semanas para se recuperar. Ele foi novamente integrado a equipe em 31 de outubro e terminou a temporada com 20 tackles em nove jogos. Em 26 de abril de 2021, Lee anunciou sua aposentadoria. Na época de sua aposentadoria, Lee era o último jogador ativo que havia atuado sob o comando do treinador Wade Phillips.

## Estatísticas Profissionais

### Temporada Regular
| Temporada Regular |           |                                  |                                  |                                  |                                  |                                  |                                  |                                  |                                  |                                  |                                  |                                  |                                  |                                  |                                  |                                  |                                  |
| Dallas Cowboys    |           |                                  |                                  |                                  |                                  |                                  |                                  |                                  |                                  |                                  |                                  |                                  |                                  |                                  |                                  |                                  |                                  |
| Temporada         | Temporada | Partidas                         | Partidas                         | Tackles                          | Tackles                          | Tackles                          | Tackles                          | Fumbles                          | Fumbles                          | Fumbles                          | Fumbles                          | Interceptações                   | Interceptações                   | Interceptações                   | Interceptações                   | Interceptações                   | Interceptações                   |
| Ano               | Equipe    | JD                               | JT                               | Comb                             | Solo                             | Asst                             | Sack                             | FF                               | FR                               | Jardas                           | TD                               | Int                              | Jds                              | Média                            | Lng                              | TD                               | PD                               |
| 2010              | DAL       | 14                               | 0                                | 25                               | 20                               | 5                                | 0.0                              | 1                                | 0                                | 0                                | 0                                | 2                                | 44                               | 22.0                             | 31                               | 1                                | 2                                |
| 2011              | DAL       | 15                               | 15                               | 103                              | 69                               | 34                               | 0.0                              | 0                                | 1                                | 0                                | 0                                | 4                                | 87                               | 21.8                             | 37                               | 0                                | 7                                |
| 2012              | DAL       | 6                                | 6                                | 57                               | 36                               | 21                               | 0.0                              | 1                                | 0                                | 0                                | 0                                | 1                                | 0                                | 0.0                              | 0                                | 0                                | 3                                |
| 2013              | DAL       | 11                               | 11                               | 99                               | 68                               | 31                               | 0.0                              | 0                                | 1                                | 10                               | 0                                | 4                                | 174                              | 43.5                             | 74                               | 1                                | 6                                |
| 2014              | DAL       | Não atuou por conta de uma lesão | Não atuou por conta de uma lesão | Não atuou por conta de uma lesão | Não atuou por conta de uma lesão | Não atuou por conta de uma lesão | Não atuou por conta de uma lesão | Não atuou por conta de uma lesão | Não atuou por conta de uma lesão | Não atuou por conta de uma lesão | Não atuou por conta de uma lesão | Não atuou por conta de uma lesão | Não atuou por conta de uma lesão | Não atuou por conta de uma lesão | Não atuou por conta de uma lesão | Não atuou por conta de uma lesão | Não atuou por conta de uma lesão |
| 2015              | DAL       | 14                               | 14                               | 128                              | 76                               | 52                               | 2.5                              | 0                                | 0                                | 0                                | 0                                | 1                                | 0                                | 0.0                              | 0                                | 0                                | 5                                |
| 2016              | DAL       | 15                               | 15                               | 145                              | 93                               | 52                               | 0.0                              | 0                                | 1                                | 0                                | 0                                | 0                                | 0                                | 0.0                              | 0                                | 0                                | 1                                |
| 2017              | DAL       | 11                               | 11                               | 101                              | 70                               | 31                               | 0                                | 0                                | 0                                | 0                                | 0                                | 1                                | 9                                | 9.0                              | 9                                | 0                                | 1                                |
| 2018              | DAL       | 7                                | 5                                | 30                               | 15                               | 15                               | 0.5                              | 0                                | 1                                | 0                                | 0                                | 0                                | 0                                | 0                                | 0                                | 0                                | 1                                |
| 2019              | DAL       | 16                               | 13                               | 86                               | 55                               | 31                               | 1.0                              | 0                                | 0                                | 0                                | 0                                | 1                                | 25                               | 25.0                             | 25                               | 0                                | 4                                |
| 2020              | DAL       | 9                                | 2                                | 20                               | 11                               | 9                                | 0                                | 0                                | 0                                | 0                                | 0                                | 1                                | 0                                | 0                                | 0                                | 0                                | 0                                |
| Careira           | Careira   | 118                              | 92                               | 802                              | 521                              | 281                              | 4.0                              | 2                                | 4                                | 10                               | 0                                | 14                               | 339                              | 24.2                             | 74                               | 2                                | 30                               |

## Ligação Externa
- Bio na Penn State Department of Intercollegiate Athletics
- Dallas Cowboys bio
- Cowboys' Sean Lee continues incredible campaign (em inglês) Shreveport Times, September 27, 2011.
- "Dick Butkus on Sean Lee: He's for real" (em inglês). Calvin Watkins, ESPN.com, August 14, 2013.